# Miron Jefimow
Miron Jefimowicz Jefimow (ros. Мирон Ефимович Ефимов, ur. 14 stycznia?/27 stycznia 1915 we wsi Samuszkino w guberni kazańskiej (obecnie w Czuwaszji), zm. 3 września 2013 w Moskwie) – radziecki lotnik wojskowy, Bohater Związku Radzieckiego (1942).

## Życiorys
Był Czuwaszem. Do 1933 uczył się w Instytucie Pedagogicznym w Czeboksarach, w 1934 skończył kursy instruktorów kultury fizycznej przy Ludowym Komisariacie Oświaty Czuwaskiej ASRR i został sekretarzem odpowiedzialnym rejonowej rady kultury fizycznej i instruktorem kultury fizycznej rejonowego komitetu wykonawczego, 1934-1936 kształcił się w Moskiewskim Instytucie Kultury Fizycznej. Od sierpnia 1936 służył w Armii Czerwonej, w 1939 skończył wojskową szkołę lotnictwa morskiego w Jejsku i został lotnikiem Sił Powietrznych Floty Czarnomorskiej. Od czerwca 1941 uczestniczył w wojnie z Niemcami jako lotnik 8 pułku lotnictwa myśliwskiego Sił Powietrznych Marynarki Wojennej, a od października 1941 do stycznia 1943 kolejno lotnik, dowódca klucza i zastępca dowódcy eskadry 18/8 gwardyjskiego pułku lotnictwa szturmowego, od marca 1943 dowódca eskadry, a od kwietnia 1943 do stycznia 1944 dowódca 8 gwardyjskiego pułku lotnictwa szturmowego Sił Powietrznych Marynarki Wojennej. Brał udział w obronie Krymu i Kaukazu, wykonał 234 loty bojowe. W czerwcu 1944 ukończył wyższe kursy oficerskie, od lipca do września 1944 był pomocnikiem dowódcy 26 pułku lotnictwa szturmowego Sił Powietrznych Floty Oceanu Spokojnego, 1944-1946 pracował jako starszy lotnik-inspektor lotnictwa szturmowego Inspekcji Lotniczej Sił Powietrznych Marynarki Wojennej, w 1947 ukończył wyższe kursy oficerskie Sił Powietrznych Marynarki Wojennej. Później był szefem sztabu pułków lotnictwa myśliwskiego, w 1954 został starszym nawigatorem w obronie przeciwlotniczej Floty Bałtyckiej, w lipcu 1961 zakończył służbę w stopniu podpułkownika, w 2000 otrzymał stopień pułkownika. Po zwolnieniu z armii pracował w organach obrony cywilnej, w Instytucie Geochemii i Chemii Analitycznej, Naukowo-Badawczym Instytucie Introskopii i Wszechzwiązkowym Naukowo-Badawczym Instytucie Standaryzacji Techniki Ogólnej.

## Odznaczenia
- Złota Gwiazda Bohatera Związku Radzieckiego (14 czerwca 1942)
- Order Lenina (14 czerwca 1942)
- Order Czerwonego Sztandaru (dwukrotnie, 8 grudnia 1941 i 18 lutego 1942)
- Order Wojny Ojczyźnianej I klasy (dwukrotnie, 29 kwietnia 1943 i 11 marca 1985)
- Order Czerwonej Gwiazdy (30 grudnia 1956)
- Medal Za Zasługi Bojowe
- Medal „Za zwycięstwo nad Niemcami w Wielkiej Wojnie Ojczyźnianej 1941–1945”
- Medal „Za zwycięstwo nad Japonią”
- Medal „Za obronę Stalingradu”
- Medal „Za obronę Sewastopola”
- Medal „Weteran Sił Zbrojnych ZSRR”
- Medal jubileuszowy „50-lecia zwycięstwa w Wielkiej Wojnie Ojczyźnianej 1941–1945”
- Medal 850-lecia Moskwy
- Medal Żukowa